# 스푸트니크 1호

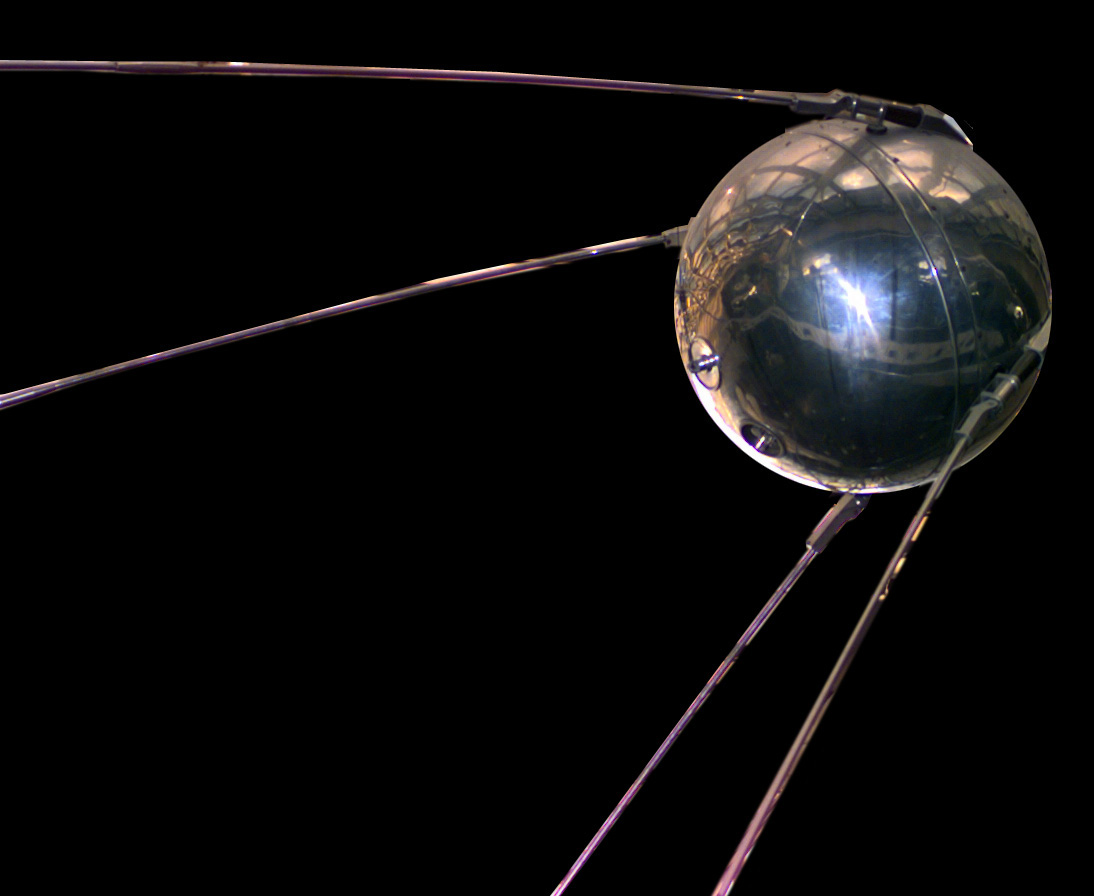
스푸트니크 1호

스푸트니크 1호(러시아어: Спутник-1)는 소련이 1957년 10월 4일에 타원형의 지구 저궤도로 발사한 최초의 인공위성이다. 스푸트니크 1호의 성공은 미국의 스푸트니크 쇼크를 촉발시켰고, 우주시대와 우주경쟁의 방아쇠를 당겼으며, 냉전기의 정치 상황에도 영향을 주었다. 스푸트니크 1호의 발사는 새로운 정치, 군사, 기술 및 과학발전을 이끌었다.
스푸트니크 1호는 과학적으로 중요한데, 위성의 궤도에 영향을 미치는 공기저항으로 지구 대기권의 밀도를 추측할 수 있었고, 무선신호의 전파는 전리층에 대한 정보를 가져다주었다.
발사는 국제지구물리관측년인 1957년 10월 4일 19시 28분 34초(국제 표준시(UTC) 기준)에 카자흐 소비에트 사회주의 공화국의 바이코누르 우주 기지에서 행해졌다. 위성은 29,000km/h의 속도로 비행했으며, 궤도를 한 번 도는데 96.2분 소요되었다. 위성은 전 세계의 아마추어 무선 통신가에 의해 20.005와 40.002MHz 대역에서 관측되었다. 1957년 10월 26일에 송신기의 배터리가 다 떨어질 때까지 신호는 22일 동안 계속되었다. 스푸트니크 1호는 3개월 동안 약 6천만km를 비행한 뒤, 1958년 1월 4일에 대기권에 재진입하여 불타버렸다.

## 발사 이전

### 위성 제작 프로젝트
스푸트니크 1호의 역사는, 1954년 12월 17일에 세르게이 코롤료프가 디미트리 안토니오 국방산업장관에게 지구궤도를 도는 인공위성의 개발을 제안하는 연설에서 시작했다. 코롤료프는 또한 유스티노프에게 해외 유사 프로젝트의 개요에 대한 미하일 티호라보프의 보고서를 전달했다. 티호라보프는 1951년에 로켓 개발에서 인공위성 발사는 피할 수 없는 단계임을 강조했으며, 그 이후 행성간 커뮤니케이션이 가능하리라고 했다.
1955년 7월 29일에 미국의 대통령 드와이트 D. 아이젠하워가 미국이 국제지구물리관측년동안 인공위성을 발사할 것이라고 발표했다. 이후 8월 8일에 소비에트 연방 공산당 정치국은 인공위성을 만드는 계획을 승인했다. 8월 30일 R-7 로켓 시험 발사의 책임자인 바실리 랴비코프와의 회의에서, 코롤료프는 달궤도로의 우주비행에 대한 계산 데이터를 제시했다. 그들은 인공위성 발사를 위한 R-7 로켓의 3단계 버전을 개발하기로 결정했다.
"스푸트니크(Спутник)"란 러시아어로 "여행의 동반자"란 뜻이다. 스푸트니크 1호는 러시아 우주계획의 선구자인 콘스탄틴 치올코프스키의 탄생 100주년과 국제 지구 관측년(1957년 7월 1일∼1958년 12월 31일까지의 18개월간의 기간)의 기간에 맞추어 발사되었다.
위성의 외형은, 직경 58cm의 알루미늄제 구이며 거기에 4개의 안테나가 한 방향으로 붙어 있는 것이었다. 중량은 83.6kg이다. 20MHz와 40MHz 짜리 2개의 송신기(출력 1W)를 탑재하고 있어, 위성의 온도 정보를 0.3초마다 발신했다.
발사에 사용된 로켓은 R-7 로켓이다. 위성의 궤도는 원지점 약 950km, 근지점 약 230km, 궤도 경사각 65°의 타원 궤도이며, 궤도 주기는 96.2분이었다.

## 같이 보기
- 스푸트니크 충격
- 익스플로러 1호 - 미국의 최초 인공위성